# Etelka Szapáry
Contessa Etelka (Adelhaid) Szapáry de Szapár, Muraszombat et Széchy-Sziget (Sopron, 26 settembre 1798 – Viničky, 10 novembre 1876) è stata una nobildonna ungherese.

## Biografia
Era la figlia del conte Péter Szapáry, e di sua moglie, Júlia Csáky.

## Matrimonio
Nel 1809, a Betliar, sposò il conte Károly Andrássy. Ebbero quattro figli:
- Kornélia (1820-1836)
- Manó (1821-1891)
- Gyula (1823-1890)
- Aladár (1827-1903)

Etelka Szapáry possedeva il Castello di Letenye, costruito da suo padre. Il palazzo divenne proprietà della famiglia Andrássy come dote di Etelka.

## Morte
Morì il 10 novembre 1876 a Viničky. Fu sepolta nel mausoleo di famiglia, a Trebišov.